# Christian Albrecht Bluhme
Christian Albrecht Bluhme, né le 27 décembre 1794 et mort le 16 décembre 1866, est un homme d'État danois.
Il est Premier ministre du Danemark entre 1852 et 1853, puis à nouveau entre 1864 et 1865.

## Sources
- (en) Cet article est partiellement ou en totalité issu de l’article de Wikipédia en anglais intitulé « Christian Albrecht Bluhme » (voir la liste des auteurs).

- Notices dans des dictionnaires ou encyclopédies généralistes :   - Brockhaus
  - Dansk biografisk leksikon
  - Den Store Danske Encyklopædi
  - Deutsche Biographie
  - Nationalencyklopedin
  - Store norske leksikon
  - Treccani
- Notices d'autorité :   - VIAF
  - ISNI
  - GND